# 杨长风
杨长风（1958年2月—），男，汉族，湖南南县人，中国航天系统总体技术与工程管理专家，中国工程院院士。